# Parafia św. Maksymiliana Marii Kolbego w Warszawie
Parafia św. Maksymiliana Marii Kolbego – rzymskokatolicka parafia należąca do dekanatu mokotowskiego, archidiecezji warszawskiej, metropolii warszawskiej Kościoła katolickiego, w Warszawie. 

## Historia
Parafia została erygowana najpierw jako filia parafii św. Katarzyny 28 czerwca 1977, a 15 grudnia 1980 jako samodzielna parafia.

### Kościół parafialny
Kościół parafialny św. Maksymiliana Kolbego, zbudowany w latach 1979–1988 według projektu Wojciecha Kowalczyka i Andrzeja Ustiana, został konsekrowany 30 maja 1999 przez prymasa Józefa Glempa. Wygląd bryły świątyni nawiązuje do obozu koncentracyjnego Auschwitz-Birkenau, w którym zginął Maksymilian Kolbe. 
Przed kościołem ustawiony jest krzyż, przy którym papież Jan Paweł II odprawił 2 czerwca 1979 na placu Zwycięstwa (obecnie plac marsz. Józefa Piłsudskiego) pierwszą mszę świętą na ziemi polskiej podczas swojej I pielgrzymki.